# Terebratulina crossei
Terebratulina crossei är en armfotingsart som beskrevs av Davidson 1882. Terebratulina crossei ingår i släktet Terebratulina och familjen Cancellothyrididae. Inga underarter finns listade i Catalogue of Life.